# جيمس هارود
جيمس هارود هو سياسي أمريكي، ولد في 1746 في مقاطعة بيدفورد في الولايات المتحدة، وتوفي في 1798. انتخب عضو مجلس نواب فرجينيا ‏.

## وصلات خارجية
- جيمس هارود على موقع الموسوعة البريطانية (الإنجليزية)